# Magyar Mozgókép Díj a legjobb vágónak
A Magyar Mozgókép Díj a legjobb vágónak (korábban Magyar Filmdíj) elismerés a 2014-ben alapított Magyar Filmdíjak egyike, amelyet a Magyar Filmakadémia (MFA) tagjainak szavazata alapján ítélnek oda egy-egy év magyar filmterméséből legjobbnak tartott film vágónak.
A díjra történő jelölés nem automatikus; arra azon művek alkotói jöhetnek számításba, amelyeket beneveztek a Magyar Mozgókép Fesztiválra. Nevezni az előző év január 1. és december 31. között moziforgalmazásba került vagy kerülő (forgalmazói szándéknyilatkozattal rendelkező), illetve televíziós csatorna műsorára tűzött, vagy nemzetközi filmfesztiválon versenyben vagy versenyen kívül szerepelt művet lehet.
Miután a Filmakadémia vágó szekciójának tagjai január 1-je és 31-e között megnézték a benevezett műveket, titkos szavazással választják ki saját szakmájuk öt jelöltjét, akik felkerülnek a jelöltek listájára.
A listát február 1-jén hozzák nyilvánosságra. A jelölt alkotásokat a Magyar Filmhét műsorára tűzik.
A második körben az Akadémia tagjai e szűkített listáról választják ki egy újabb titkos szavazás során a díjra érdemesnek tartott személyt.
Az ünnepélyes díjátadóra Budapesten, a Magyar Filmhetet lezáró gálán kerül sor minden év március elején.

## Díjak és jelölések
A nyertesek a táblázat első sorában, félkövérrel vannak jelölve. 2021 óta az alkotói teljesítményeket a műfajokat összevonva értékelik.
| Év (Gála)                | Díjazottak és jelöltek | Megjegyzés               |
| Csak játékfilm kategória | Csak játékfilm kategória | Csak játékfilm kategória |
| ------------------------ | --- | ------------------------ |
| 2016 (1.)                | - Czakó Judit – Liza, a rókatündér - Barsi Béla – Swing - Fiers Ádám – Hajnali láz - Hargittai László – Félvilág - Kovács Zoltán – Veszettek | [ * 1 ]                  |
| 2017 (2.)                | - Kovács Zoltán – A martfűi rém, Hurok - Gothár Márton – Tiszta szívvel - Kiss Wanda – Kút - Mészáros Attila – #Sohavégetnemérős | [ * 2 ]                  |
| 2018 (3.)                | - Kovács Zoltán – A Viszkis - Barsi Béla – 1945 - Király István, Mózes István – Kincsem - Mógor Ágnes – Brazilok - Szalai Károly – Testről és lélekről | [ * 3 ]                  |
| 2019 (4.)                | - Tálas Zsófia – Rossz versek - Hargittai László – Örök tél - Kővári Szabolcs – Remélem legközelebb sikerül meghalnod :) - Lemhényi Réka – Az Úr hangja - Mezei Áron – Nyitva | [ * 4 ]                  |
| 2020 (5.)                | - Duszka Péter Gábor – FOMO – Megosztod, és uralkodsz - Hargittai László – Apró mesék - Kornis Panni – Szép csendben - Mógor Ági – Akik maradtak - Szalai Károly - Valan – Az angyalok völgye                                                                                           | [ * 5 ]                  |
| Összevont kategória      | |                          |
| 2021                     | - Király István – Post Mortem - Politzer Péter – Hasadék - Mezei Áron – Éden - Szalai Károly – Felkészülés meghatározatlan ideig tartó együttlétre - Hargittai László – Vadlovak – Hortobágyi mese                                                                                      | [ 5 ] [ * 6 ]            |
| 2022                     | - Szalai Károly – A feleségem története - Bartos Bence – Bereményi kalapja - Rumbold László – Attila, Isten ostora - Kovács Zoltán – A játszma - Gorácz Vanda – Külön falka | [ 6 ] [ * 7 ]            |
| 2023                     | - Makk Lili – Blokád, A besúgó - Duszka Péter Gábor – Együtt kezdtük - Márton Dániel – Magasságok és mélységek - Kis André – Zanox – Kockázatok és mellékhatások - Hargittai László – Hat hét                                                                                           | [ 7 ] [ 8 ]              |
| 2024                     | - Lemhényi Réka – Libertate '89 – Nagyszeben - Gotthárdi Balázs – Lefkovicsék gyászolnak - Koncz Gabriella – Szolgának születtek - Kovács Zoltán – Semmelweis - Szalai Károly – Mesterjátszma                                                                                           | [ 9 ] [ 10 ] [ 11 ]      |
| 2025                     | - Kovács Zoltán – Ma este gyilkolunk, Hogyan tudnék élni nélküled? - Csabai Attila – Széchenyi és az utolsó éjszakai látogató - Kertai Gábor és Hegedűs Gyula László – Most vagy soha! - Király István és Csillag Manó – Futni mentem - Király István és Gimesi Bojta – Bartók nyomában | [ 12 ] [ 13 ]            |